# Parco eolico di Montemignaio
Il parco eolico di Montemignaio è un impianto di produzione di energia eolica situato crinale del monte Secchieta nel territorio comunale di Montemignaio (AR).
È costituito da tre aerogeneratori ad asse orizzontale installati da Edison e gestiti dalla “Parco Eolico Montemignaio S.r.l.”, società controllata al 100% dalla Edison Energie Speciali.